# Sawpalcosanol World’s Supreme Player
Il Sawpalcosanol World’s Supreme Player Championship è una competizione goistica internazionale organizzata dalla Hanguk Kiwon e sponsorizzata da Infobell. La competizione ha cadenza biennale.
La competizione coinvolge nove goisti professionisti dalle principali federazioni, Corea del Sud, Cina, Giappone e Taiwan, che si affrontano in un girone all'italiana, con i due migliori classificati che si affronteranno nella finale al meglio delle tre partite.
Il torneo utilizza il tempo Fischer con 1 ora di tempo principale e 30 secondi di incremento per mossa. Durante il girone, ogni vittoria assegnerà 3 milioni di won, ogni sconfitta 1,5 milioni di won; il vincitore della finale riceverà 200 milioni di won, il secondo arrivato 100 milioni di won.

## Prima edizione
La prima edizione è iniziata in ritardo rispetto ai piani, a causa delle frizioni tra le federazioni sudcoreana e cinese causate dalla controversa finale della Coppa LG tra il sudcoreano Byun Sang-il e il cinese Ke Jie; la competizione ha avuto quindi inizio a marzo 2025, e Ke Jie, inizialmente previsto tra i partecipanti, è stato sostituito dal connazionale Dang Yifei.
Alla prima edizione si sono qualificati i seguenti goisti:
- Corea del Sud: Shin Jin-seo (9d), Park Jung-hwan (9d), Shin Min-jun (9d), Kang Dong-yun (9d);
- Cina (Repubblica Popolare): Tu Xiaoyu (9d), Xu Jiayang (9d), Dang Yifei (9d);
- Giappone: Fukuoka Kotaro (7d);
- Cina (Taiwan): Xu Haohong (9d).

La prima fase è stata disputata a Seul dal 26 al 30 marzo 2025, la seconda a Seul dal 9 al 12 giugno.
| Giocatore      | P.J. | K.D. | S.M. | S.J. | D.Y. | X.J. | T.X. | F.K.  | X.H. | Risultato | Risultato |
| -------------- | ---- | ---- | ---- | ---- | ---- | ---- | ---- | ----- | ---- | --------- | --------- |
| Park Jung-hwan | –    | B+R  | X    | X    | N+R  | X    | X    | N+R   | N+R  | 4-4       | 5         |
| Kang Dong-yun  | X    | –    | B+R  | X    | X    | X    | X    | N+R   | B+R  | 3-5       | 7         |
| Shin Min-jun   | N+R  | X    | –    | X    | B+R  | X    | N+R  | N+2,5 | B+R  | 5-3       | 3         |
| Shin Jin-seo   | N+R  | B+R  | B+R  | –    | N+R  | X    | X    | N+R   | N+R  | 6-2       | 1         |
| Dang Yifei     | X    | B+R  | X    | X    | –    | N+R  | X    | N+R   | B+R  | 4-4       | 5         |
| Xu Jiayang     | N+R  | N+R  | B+R  | B+R  | X    | –    | X    | B+R   | X    | 5-3       | 3         |
| Tu Xiaoyu      | B+T  | N+R  | X    | B+R  | N+R  | N+R  | –    | B+R   | X    | 6-2       | 1         |
| Fukuoka Kotaro | X    | X    | X    | X    | X    | X    | X    | –     | X    | 0-8       | 9         |
| Xu Haohong     | X    | X    | X    | X    | X    | B+R  | B+R  | B+0,5 | –    | 3-5       | 7         |

La finale è al meglio dei tre incontri, e si disputerà tra i due goisti che hanno terminato al primo posto con il risultato di 6-2; la finale è prevista per ottobre.
| Giocatore    | 1 | 2 | 3 | Risultato |
| ------------ | - | - | - | --------- |
| Shin Jin-seo |   |   |   | 0         |
| Tu Xiaoyu    |   |   |   | 0         |